# Amaranthus floridanus
Amaranthus floridanus là loài thực vật có hoa thuộc họ Dền. Loài này được (S.Watson) Sauer mô tả khoa học đầu tiên năm 1955.